# Orr

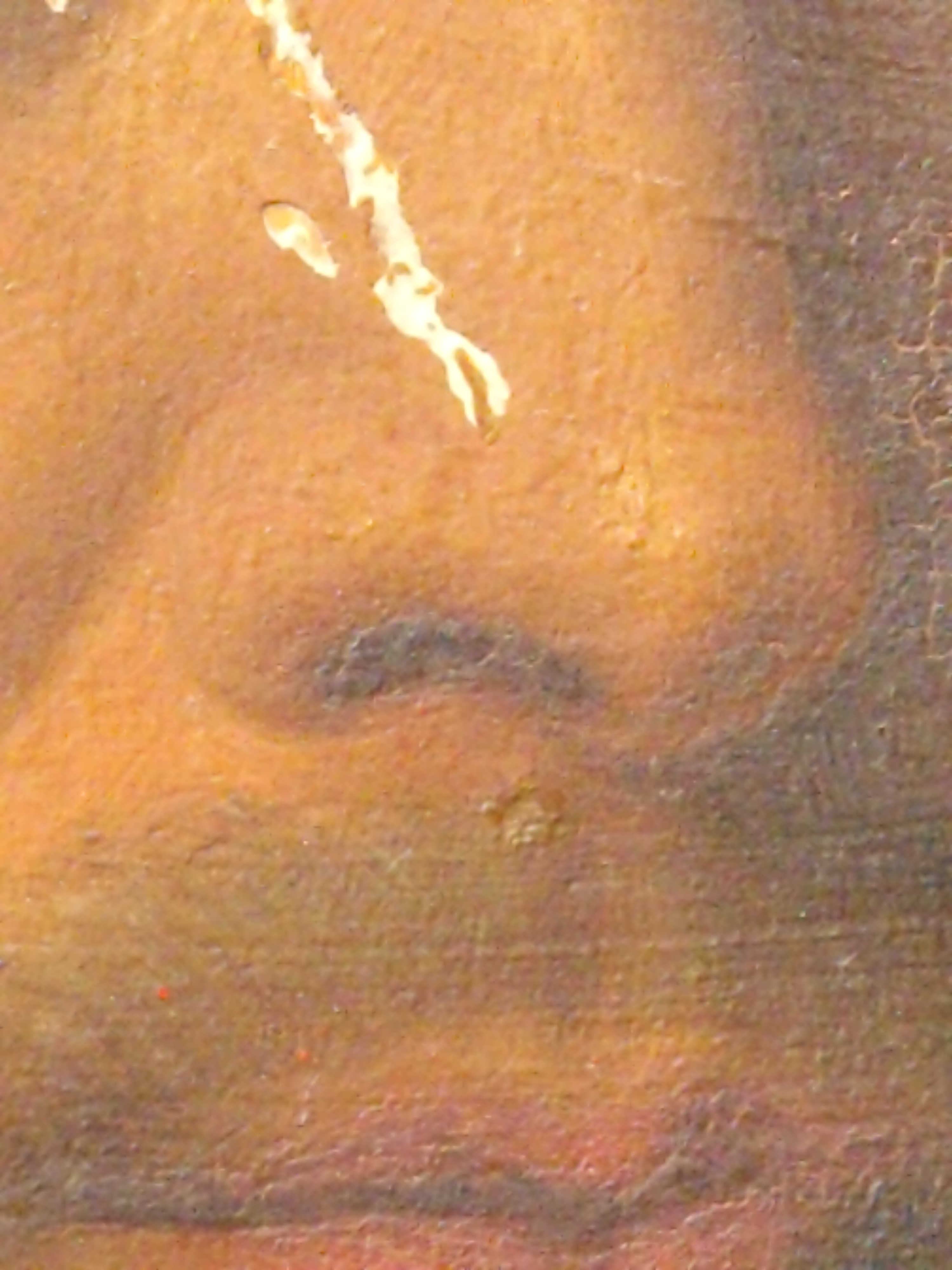
Emberi orr és száj Leonardo da Vinci festményén

Az orr a gerincesek fején található testrész, amely a felső légutak első szakaszát alkotja. Az orr teszi lehetővé a légzést. Az emlősöknél egyúttal a szaglásra szolgáló érzékszervet, a szaglószervet is tartalmazza.

## Az emlősök orra

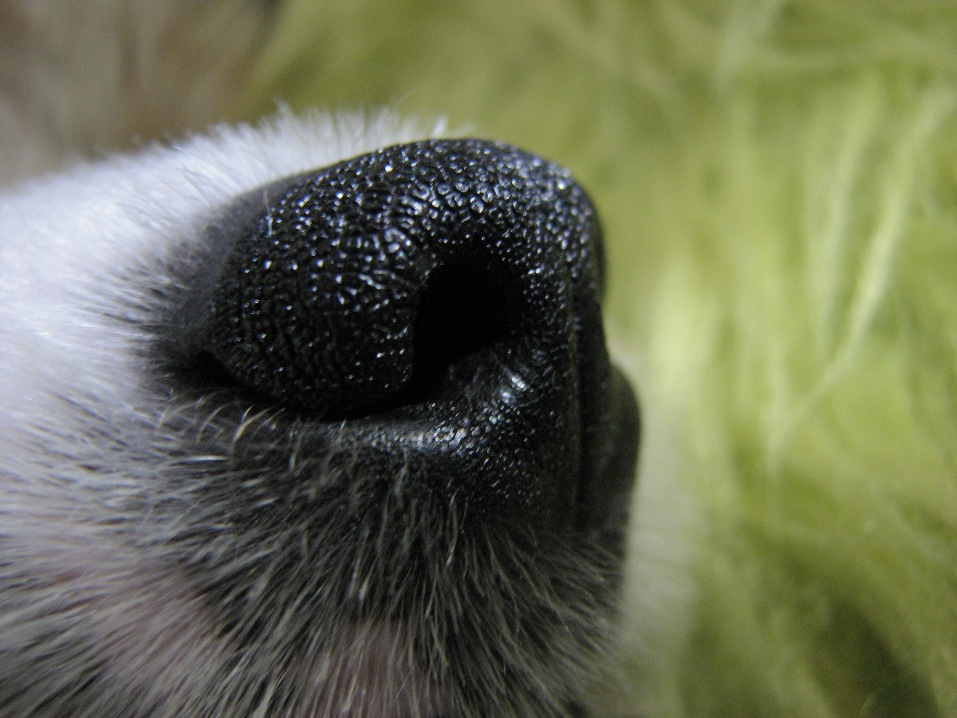
Kutya orra

Az emlősök orra két részből áll: a külső és belső orrból. A szaglószerv az orrüreg felső részének nyálkahártyájában elhelyezkedő szaglómező. A szaglósejtek speciális neuronok, amelyek dendritjei a szaglóhám felé néznek, axonjaik pedig a szaglóidegnek átadva ingerületeiket, az agy szaglóközpontja felé viszik őket. A receptorok csak azokra az anyagokra reagálnak, amelyek a szaglóhámra kerülnek és oldódnak a nyálkarétegben. A folyamatosan ható, még a nagyon kellemetlen szaginger által keltett szagérzet is hamarosan csökken, sőt meg is szűnik. Ennek magyarázata a szaglósejtek rendkívül gyors adaptációja. Az adaptáció mindig az éppen ható szagingerre vonatkozik csak, más szagok ingerküszöbe nem változik.

## Az emberi orr
Az emberi orr (latinul nasus) az arc közepén helyezkedik el. Felépítése megegyezik az emlősökével: külső és belső orrból áll.
Az orrüreg felső részének nyálkahártyájában elhelyezkedő szaglómező kb. 2 cm² nagyságú terület. Színe sárga, jól elkülönül a rózsaszínű nyálkahártyától. Az ember közel 10000 szag megkülönböztetésére képes.

## Az orrhoz kötődő eszmék (Pallas)
A nagy orrot már a rómaiak nagyra becsülték: azt hitték, hogy csak okos embereknek lehet nagy orruk, és akkor, ha valakinek kis orra volt, annak az észbeli tehetségére nem sokat adtak, és azt mondták: nincs is orra, vagyis azt, hogy ostoba (nullum nasum habere). Mások az orralakulásból a jellemre következtettek. Így a hegyes orrot pikáns, csipkedő jelleműnek szokták tartani. A tompa orrot a durvaság, a fitos orrot, különösen vastag ajkakkal, az érzékiség jelképének, a vékony orrot a könnyelműség, a hajlott orrot a szellemesség jelképének mondják. A görög orr alatt azt értjük, amelynél az egyenes homlok az orrgyöknél megtöretlenül megy át az orr hátába. Ilyen orrok a görög antik szobrokon láthatók.

## Egyéb értelmezés
Az „orr” kifejezés a testrész mellett gyakran tárgyak, főleg járművek (autók, repülők, hajók stb.) legelső, rendszerint alaki részének megnevezésére is szolgál. 